# Calanthe densiflora
Calanthe densiflora  es una especie de orquídea de hábito terrestre originaria  de Asia. 

## Descripción
Es una orquídea de tamaño   mediano a grande, con creciente hábito terrestre y  con un rizoma ondulado, fusiforme, fibroso con raíces muy espaciadas y dando lugar a 2 a 3 hojas, plegadas, prominentemente 5 veteadas a continuación, estrechamente elípticas a oblongo-elípticas, agudas a acuminadas, con estrechamiento en la base peciolada y ranurada, Florece en el otoño donde surge desde el ápice del rizoma, en una inflorescencia corta, globosa-corymbosa a cilíndrica, de 10 a 21 cm  de largo, densamente cubierta de muchas flores envuelta por fundas tubulares, infladas y caducas con brácteas florales agudas y elíptico-lanceoladas.

## Distribución y hábitat
Se encuentra en el noreste de la India, Myanmar, China, Taiwán y Vietnam en los bosques mixtos de hoja ancha y a lo largo de los arroyos y valles en elevaciones de 160 a 3.000 metros.  

## Taxonomía
Calanthe densiflora fue descrita por John Lindley y publicado en The Genera and Species of Orchidaceous Plants 250. 1833.
Etimología
Ver: Calanthe
densiflora epíteto latíno  que significa "con flores densas".
Sinonimia
- Alismorchis densiflora (Lindl.) Kuntze
- Alismorkis densiflora (Lindl.) Kuntze
- Calanthe kazuoi Yamam.
- Phaius epiphyticus Seidenf.[1][3][4]